# Takafumi Ueguchi
Takafumi Ueguchi –en japonés, 上口 孝文, Ueguchi Takafumi– (10 de octubre de 1948) es un deportista japonés que compitió en judo. Ganó una medalla de plata en el Campeonato Mundial de Judo de 1973 en la categoría de –93 kg.

## Palmarés internacional
| Campeonato Mundial | Campeonato Mundial | Campeonato Mundial | Campeonato Mundial |
| Año                | Lugar              | Medalla            | Categoría          |
| ------------------ | ------------------ | ------------------ | ------------------ |
| 1973               | Lausana (Suiza)    | Medalla de plata   | –93 kg             |